# Sapucaia do Sul
Pour les articles homonymes, voir Sapucaia.
Sapucaia do Sul est une ville brésilienne de la mésorégion métropolitaine de Porto Alegre, capitale de l'État du Rio Grande do Sul, faisant partie de la microrégion de Porto Alegre et située à 20 km au nord de Porto Alegre. Elle se situe à une latitude de 29° 50′ 32″ sud et à une longitude de 51° 08′ 47″ ouest, à 35 m d'altitude. Sa population était estimée à 122 231 en 2007, pour une superficie de 59 km2. L'accès s'y fait par les BR-116 et RS-118.
Le nom de Sapucaia vient de l'arbre du même nom qui se trouvait en abondance sur le territoire de l'actuelle commune. En français, cet arbre est la "Marmite de singe" (Lecythis ollaria), plante du genre Lecythis.
En 1737, le territoire de la future municipalité faisait partie d'une immense estancia qui allait du rio Gravataí au rio dos Sinos. La région fut peuplée par des conducteurs de bétail descendants de portugais qui élevèrent les animaux restant sauvages et pris sur les terres des anciennes missions jésuites  détruites par les bandeirantes.
À la fin du XIXe siècle et au début du XXe apparurent les abattoirs qui approvisionnaient toute la région en viande, notamment Porto Alegre. Plus tard, autour de 1930, la zone devint une zone de sortie et de repos de fin de semaine pour les portalegrenses. Il y avait là de l'air pur, du calme et toute une gamme de produits agricoles et pastoraux.
Dans les années 1940 la ville commença à s'industrialiser, développement qu'elle continua jusqu'à aujourd'hui. On y trouve essentiellement des filatures et quelques industries sidérurgiques.

## Villes voisines
- São Leopoldo
- Novo Hamburgo
- Gravataí
- Cachoeirinha
- Canoas
- Esteio
- Nova Santa Rita
- Portão